# Blohm & Voss Ha 137

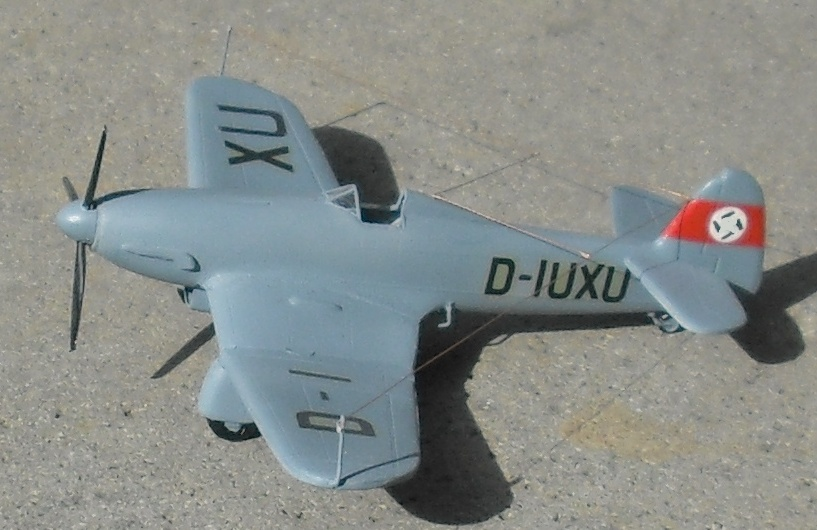
Modello in scala dell'Ha 137 B-0, WNr.192, D-IUXU

Il Blohm & Voss Ha 137 era un bombardiere in picchiata monomotore con configurazione alare ad ala di gabbiano rovesciata posizionata bassa realizzato dall'azienda tedesca Blohm & Voss GmbH dalla fine degli anni trenta.
Realizzato per rispondere ad una specifica del Reichsluftfahrtministerium (RLM) dopo una valutazione comparativa gli venne preferito lo Junkers Ju 87 Stuka ed il suo sviluppo venne abbandonato.

## Storia
Nel 1936 l'RLM emise una specifica per la fornitura di un nuovo velivolo ad alte prestazioni da impiegare nella cooperazione con i reparti dello Heer. Tra le caratteristiche la configurazione monomotore e la necessità di effettuare azioni di bombardamento in picchiata con un carico bellico fino a 500 kg. Al bando si presentarono quattro aziende tedesche, l'Arado Flugzeugwerke con il suo Ar 81, l'Hamburger Flugzeugbau (divisione aeronautica della Blohm & Voss) con l'Ha 137, la Ernst Heinkel Flugzeugwerke con l'Heinkel He 118 (che stavano già sviluppando) e la Junkers con lo Ju 87.

## Versioni
Ha 137 V1 e V2
prototipi della versione A equipaggiati con un motore radiale BMW 132 da 730 PS.
Ha 137 V3
prototipo equipaggiato con un motore Rolls-Royce Kestrel da 640 hp.
Ha 137 V4
prototipo della versione B equipaggiato con un motore Junkers Jumo 210 Aa da 610 PS.
Ha 137 A
versione di serie derivata dai prototipi V1 e V2, realizzata in sette esemplari.
Ha 137 B
versione di serie derivata dal prototipo V4 realizzata in nove esemplari.

## Utilizzatori
Germania
- Luftwaffe